# Ашурково (Смоленская область)
Ашу́рково — деревня в Смоленской области России, расположена в Сафоновском районе. Население – 11 жителей (2007 год)  .  Расположена в центральной части области  в 32 км к северо-востоку от города Сафонова,  в 19 км севернее автодороги М1 «Беларусь», на левом берегу Днепра.  В 24 км южнее деревни железнодорожная станция Издешково на линии Москва — Минск.  Входит в состав Богдановщинского сельского поселения.